# جيمي هاغ
جيمي هاغ (بالإنجليزية: Jimmy Hague)‏ هو لاعب كرة قدم أمريكي في مركز حراسة المرمى، ولد في 28 أغسطس 1996 في والد ليك في الولايات المتحدة. لعب مع ممفيس 901.

## وصلات خارجية
- جيمي هاغ على موقع الدوري الأمريكي (الإنجليزية)
- جيمي هاغ على موقع قاعدة بيانات كرة القدم.إي يو (الإنجليزية)